# Округ Швандорф
Округ Швандорф је округ на истоку немачке државе Баварска. Малим делом се граничи са Чешким Плзењским регионом.  
Површина округа је 1.472,88 km². Јуна 2007. имао је 144.448 становника. Има 33 насеља, а седиште управе је у граду Швандорф. 
Округ је формиран 1972. Кроз њега протичу реке Нааб и Реген. 